# Miss Baltic Sea

Marea Baltică

Miss Baltic Sea (Miss Marea Baltică) a fost un concurs de frumusețe pentru țările care erau așezate la Marea Baltică, ca Danemarca, Germania, Estonia, Finlanda, Letonia, Lituania, Polonia, Rusia și Suedia. El a avut loc pentru prima oară în anul 1980 în Finlanda. Concursul s-a ținut aproape tot timpul în Finlanda, cu excepția anului 1994 când a avut loc în Tallinn (Estonia). Concursul a fost transmis de postul de telviziune finlandez "MTV3" în cooperare cu agentura "Finnartist" care a organizat și concursul Miss Scandinavia. În anul 2006 au fost unite cele două concursuri sub numele de "Miss Baltic Sea and Scandinavia" cu participarea țărilor inițiale.

## Câștigătoarele concursului
| Anul | Miss Baltic Sea      | Țara     |
| ---- | -------------------- | -------- |
| 1991 | Nina Andersson       | Finlanda |
| 1992 | Liis Tappo           | Estonia  |
| 1993 | Rasa Kukenytė        | Lituania |
| 1994 | Anna Malova          | Rusia    |
| 1995 | Eva Maria Laan       | Estonia  |
| 1996 | Agnieszka Zych       | Polonia  |
| 1997 | Nadine Schmidt       | Germania |
| 1998 | Karita Tuomola       | Finlanda |
| 1999 | Kadri Väljaots       | Estonia  |
| 2000 | Mirosława Strojny    | Polonia  |
| 2001 | Dagmar Makko         | Estonia  |
| 2002 | Heidi Willman        | Finlanda |
| 2003 | Natascha Börger      | Germania |
| 2004 | Anna Maria Strömberg | Finlanda |
| 2005 | Mira Salo            | Finlanda |
| 2006 | Malwina Ratajczak    | Polonia  |

| Anul | Miss Baltic Sea and Scandinavia | Țara         |
| ---- | ------------------------------- | ------------ |
| 2007 | Dorota Gawron                   | Polonia      |
| 2008 | Fanney Lára Guðmundsdóttir      | Islanda      |
| 2009 | n-a avut loc                    | n-a avut loc |